# 克萊佩達燈塔
克萊佩達燈塔是一座位於立陶宛共和國克萊佩達的燈塔，離波羅的海約500（1,600英尺）。

## 歷史
克萊佩達燈塔最初建於1796年，同年9月1日點燈。它是波羅的海沿岸第三古老的燈塔，前兩名分別位於格但斯克和特拉沃明德。最初的照明系統由6片青銅反射器，但眩光距離只有4（2.5英里）。1819年，克萊佩達燈塔更新照明系統，建置13塊銀銅板反射器，並用13盞煤油燈加以照射。第二次世界大戰時，克萊佩達燈塔全毀，至1953年時才加以重建和翻修。2010年，燈塔再次更新，配備差分全球定位系統（DGPS），天線操作距離可達500（310英里）。